# Plectophanes pilgrimi
Plectophanes pilgrimi là một loài nhện trong họ Deinopidae.
Loài này thuộc chi Plectophanes. Plectophanes pilgrimi được miêu tả năm 1964 bởi Raymond Robert Forster.